# Barbara Mrozińska-Badura
Barbara Joanna Mrozińska-Badura (ur. 8 lutego 1952 w Łodzi) – prezeska i redaktorka naczelna TV Toya, dziennikarka.

## Życiorys
Urodziła się w Łodzi, w kamienicy przy ul. Przejazd (obecnie ul. Juliana Tuwima). Jest socjologiem kultury i doktorem nauk humanistycznych – ukończyła studia na Wydziale Ekonomiczno-Socjologicznym Uniwersytetu Łódzkiego. W latach od 1977–1994 pracowała w Katedrze Pedagogiki Społecznej Uniwersytetu Łódzkiego, gdzie wykładała socjologię i metodologię badań społecznych, w późniejszym okresie wykładała w niepublicznych szkołach wyższych, w tym m.in. Wyższej Szkole Edukacji Zdrowotnej i Nauk Społecznych w Łodzi oraz Wyższej Szkole Ekonomiczno-Humanistycznej w Skierniewicach.
Od 1997 kieruje Telewizją Toya, pełniąc funkcję prezeski i redaktorki naczelnej. Jest autorką kilkudziesięciu publikacji naukowych i kilkunastu projektów medialnych. W 2009 wraz Barbarą Piegdoń-Adamczyk zainicjowała powstanie plebiscytu Energia Kultury, wyłaniającego najważniejsze wydarzenia kulturalne w regionie łódzkim. Zasiadała w kapitule nagrody gospodarczej województwa łódzkiego.

## Odznaczenia
- Medal Pro Publico Bono im. Sabiny Nowickiej (2013)[9][10][11]
- Medal 600-lecia Łodzi (2023)[12]
- Odznaka „Za Zasługi dla Miasta Łodzi” (2008)[4]